# Caso Calas
Il caso Calas è un caso giudiziario avvenuto nel XVIII secolo a Tolosa, reso celebre per l'intervento di Voltaire.
Il caso è rivelatore del trattamento a cui all'epoca veniva sottoposto un sospetto e poi accusato, privo dell'appoggio di un avvocato (sostituito da libelli chiamati facta, al singolare factum), dove una gerarchia di prove, il segreto istruttorio e una procedura inquisitoria trasformavano il presunto colpevole in un vero e proprio capro espiatorio.

## Il caso

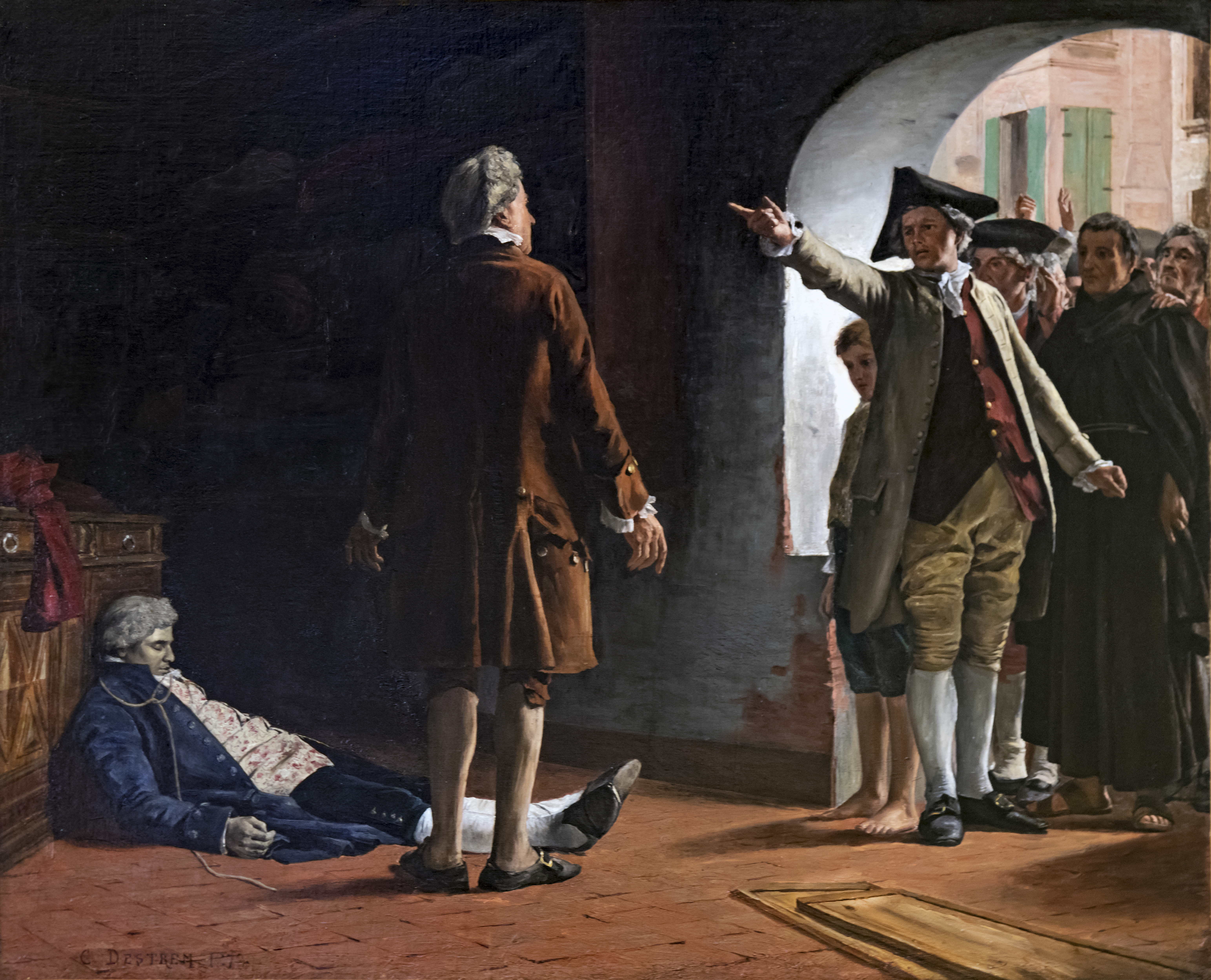
L'arresto di Calas

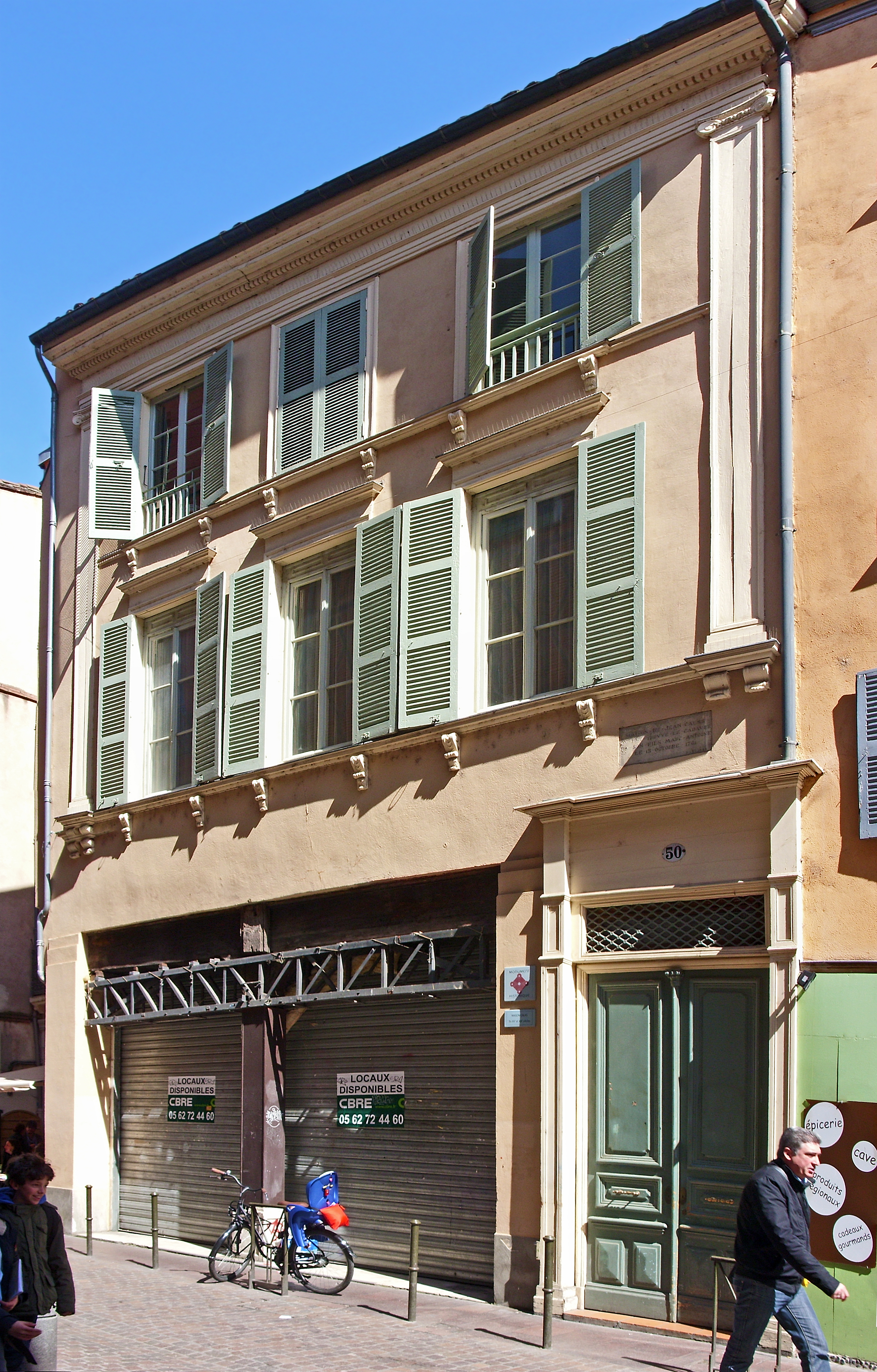
Maison Calas

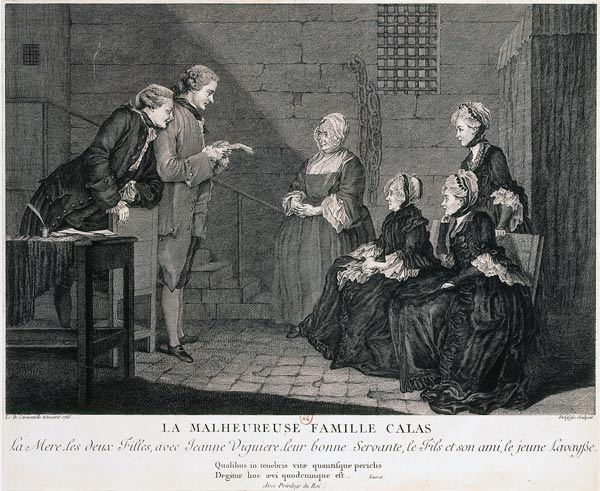
La malheureuse famille Calas.
Incisione di Jean Baptiste Delafosse, da Carmontelle (1765).
Si vede il figlio Calas che legge alla famiglia l'atto di riabilitazione del padre.
Legenda: « La Mère, les deux Filles, avec Jeanne Viguière, leur bonne Servante, le Fils et son ami, le jeune Lavaysse.» (La madre, le due figlie, con Jeanne Viguière, la domestica, il figlio ed il suo amico, il giovane Lavaysse)

Jean Calas, modesto commerciante, nato il 19 marzo 1698 a Lacabarède, abitava a Tolosa. Il 13 ottobre 1761 il figlio primogenito, Marc-Antoine, si impiccò nel negozio di famiglia.
Non volendo che fosse considerato suicida e soggetto alle esequie infamanti allora prescritte dalla Chiesa, la famiglia Calas all'inizio non indicò alle autorità le circostanze esatte del ritrovamento, pretendendo di avere trovato il figlio strangolato.
La famiglia Calas era protestante e ciò bastò perché il capitoul (consigliere municipale e giudice del quartiere), convinto da pettegolezzi del vicinato che suggerivano l'intenzione da parte di Marc-Antoine di convertirsi al cattolicesimo, esigesse un supplemento di inchiesta e facesse sottoporre Jean Calas a processo, con l'accusa di aver assassinato il figlio per impedirne la conversione.
Nessuno indagò per sapere se Marc-Antoine avesse veramente avuto l'intenzione di convertirsi: fu dichiarato martire e sepolto secondo il rito cattolico, con il feretro scortato da 40 preti penitenti in vesti bianche ed attorniato da una folla immensa. Jean Calas fu condannato a morte il 9 marzo 1762, senza che la sentenza fosse motivata.
Dopo il verdetto, il parlamento di Tolosa inflisse all'imputato la tortura: dopo il supplizio della ruota, fu strangolato ed infine arso sul rogo.

## L'intervento di Voltaire

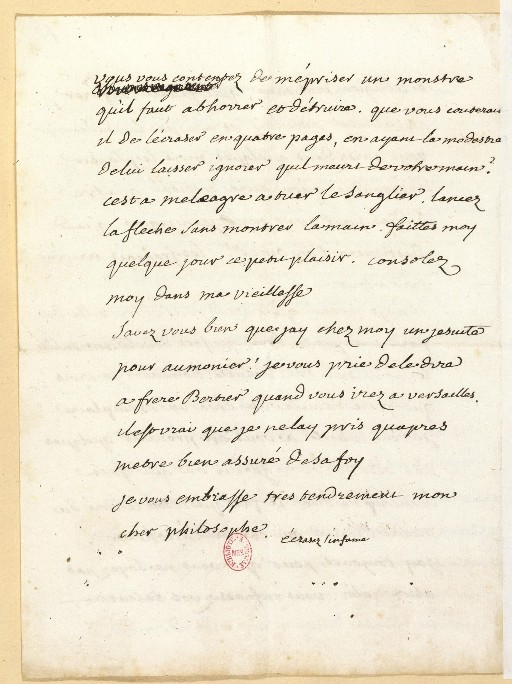
Écrasez l'infâme (schiacciate l'infamia), manoscritto di Voltaire in occasione del caso Calas

Esiliato, un altro figlio di Jean Calas, Pierre, si recò a Ginevra per incontrare Voltaire, convincendo il filosofo dell'innocenza del padre. Voltaire formò un gruppo di opinione pubblica con alcuni amici ed utilizzò la sua ironia corrosiva perché giustizia fosse fatta. Per giungere alla revisione del processo Voltaire pubblicò, nel 1763, l'opera Trattato sulla tolleranza in occasione della morte di Jean Calas (Traité sur la tolérance à l'occasion de la mort de Jean Calas),) e la famiglia Calas ottenne di essere ricevuta a Versailles da Luigi XV.
Il capitoul che aveva contribuito a montare le false accuse contro Jean Calas fu destituito. Nel 1765 Voltaire riuscì ad ottenere la revisione del processo, che si concluse con un riconoscimento di innocenza di Jean Calas la cui memoria fu riabilitata. Voltaire fu il primo scrittore francese ad impegnarsi pubblicamente in un caso giudiziario.